# عمدة كوالالمبور
عمدة كوالالمبور (بالملايوية: Datuk Bandar Kuala Lumpur)‏ هو الرئيس التنفيذي للحكومة المحلية في كوالالمبور، وهي عاصمة ماليزيا وأكبر مدنها. يقدم عمدة كوالالمبور سنويًا ميزانية المدينة إلى مجلس مدينة كوالالمبور [الإنجليزية]، وهو مكلفٌ بإدارة ميزانيةٍ سنويةٍ قدرها 2.905 مليار رينغيت ماليزي (منذ عام 2018).

## قائمة زمنيَّة

### عمداء كوالالمبور
ترأس المدينة 14 عمدة منذ عام 1972، وترتيبهم كالآتي:
| الترتيب | العمدة                                      | مدة توليه المنصب | مدة توليه المنصب | مدة توليه المنصب   |
| الترتيب | العمدة                                      | توليه المنصب     | تركه المنصب      | المدة              |
| ------- | ------------------------------------------- | ---------------- | ---------------- | ------------------ |
| 1.      | لقمان يوسف [الإنجليزية]                     | 1 فبراير 1972    | 13 مايو 1972     | 103 أيام           |
| 2.      | يعقوب عبد اللطيف                            | 1 يوليو 1972     | 31 أكتوبر 1980   | 8 سنوات و123 أيام  |
| 3.      | إلياس عمر [الإنجليزية]                      | 1 نوفمبر 1980    | 17 سبتمبر 1992   | 11 سنوات و322 أيام |
| 4.      | مازلان أحمد [الإنجليزية]                    | 17 نوفمبر 1992   | 12 ديسمبر 1995   | 3 سنوات و26 أيام   |
| 5.      | قمر الزمان شريف [الإنجليزية]                | 13 ديسمبر 1995   | 13 ديسمبر 2001   | 6 سنوات و1 يوم     |
| 6.      | محمد شهيد محمد توفيق [الإنجليزية]           | 14 ديسمبر 2001   | 13 ديسمبر 2003   | 2 سنوات و0 أيام    |
| 7.      | رسلان حسن                                   | 14 ديسمبر 2003   | 13 ديسمبر 2005   | 2 سنوات و0 أيام    |
| 8.      | عبد الحكيم بن برهان [الإنجليزية]            | 14 ديسمبر 2005   | 13 ديسمبر 2007   | 2 سنوات و0 أيام    |
| 9.      | أحمد فؤاد إسماعيل                           | 14 ديسمبر 2007   | 13 يوليو 2013    | 5 سنوات و216 أيام  |
| 10.     | أحمد فيصل طالب [الإنجليزية]                 | 18 يوليو 2013    | 16 يوليو 2015    | 1 سنة و364 أيام    |
| 11.     | محمد أمين نور الدين عبد العزيز [الإنجليزية] | 18 يوليو 2015    | 30 سبتمبر 2018   | 3 سنوات و75 أيام   |
| 12.     | نور هشام أحمد دحلان [الإنجليزية]            | 2 أكتوبر 2018    | 30 سبتمبر 2020   | 1 سنة و365 أيام    |
| 13.     | مهدي تشي نجاه [الإنجليزية]                  | 1 أكتوبر 2020    | 31 مارس 2023     | 2 سنوات و182 أيام  |
| 14.     | قمر الزمان مات صالح [الإنجليزية]            | 17 أبريل 2023    | الحالي           | 1 سنة و340 أيام    |